# Šarūnas Jasikevičius
Šarūnas Jasikevičius (ur. 5 marca 1976 w Kownie) – litewski koszykarz, występujący na pozycji rozgrywającego, reprezentant kraju, olimpijczyk, po zakończeniu kariery zawodniczej – trener koszykarski, aktualnie trener w hiszpańskim klubie FC Barcelona.

## Życiorys
Jako młody chłopak wyjechał do Stanów Zjednoczonych, gdzie ukończył szkołę średnią i studiował na University of Maryland w College Park. W 1998 wrócił do ojczyzny i przez rok grał w Lietuvos Rytas Wilno. Następny sezon spędził w Olimpiji Ljubljana. W 2000 znalazł się w składzie drużyny na IO w Sydney podczas których Litwa zdobyła brązowy medal. Jego spudłowany rzut przesądził o półfinałowej porażce z USA.
W tym samym roku został koszykarzem Barcelony. W katalońskim klubie spędził trzy sezony, największy sukces odnosząc w 2003 – Barcelona w tym roku wygrała Euroligę. Również w 2003 poprowadził reprezentację do mistrzostwa Europy i został wybrany MVP imprezy.
Kolejnym klubem w jego karierze było Maccabi Tel Awiw. Z izraelskim zespołem dwukrotnie triumfował w Eurolidze (2004, 2005). W 2005 podpisał trzyletni kontrakt z Indiana Pacers. W połowie sezonu 2006/2007 został oddany do Golden State Warriors, jesienią 2007 wrócił do Europy. Wcześniej z reprezentacją Litwy zdobył brązowy medal ME 07.
2 lipca 2020 został trenerem FC Barcelony.

## Osiągnięcia
Na podstawie, o ile nie zaznaczono inaczej.

### Klubowe
- Mistrz:
  - Euroligi (2003, 2004, 2005, 2009)
  - Hiszpanii (2001, 2003)
  - Izraela (2004, 2005)
  - Grecji (2008, 2009, 2010)
  - Turcji (2011)
  - Litwy (2014)
- Zdobywca pucharu:
  - Hiszpanii (2001, 2003, 2013)
  - Grecji (2008, 2009, 2012)
  - Izraela (2004, 2005)
  - Słowenii (2000)
  - Turcji (2011)

### Indywidualne
- MVP:
  - finałów:
    - ligi hiszpańskiej (2003)
    - ligi izraelskiej (2005)

  - Final Four Euroligi (2005)
  - ligi słoweńskiej (2000)
  - Pucharu Grecji (2012)
- Laureat nagrody:
  - Euroleague Basketball Legend (2015)[6]
  - Mr Europa Player of the Year (2003)[7]
  - Zawodnika Roku All-Europe (2004, 2005)
  - Sportowca Roku na Litwie (2003)
  - Koszykarza Roku na Litwie (2002)
- Lider:
  - strzelców finałów Euroligi (2005)
  - Euroligi w asystach (2000)
  - Euroligi w skuteczności rzutów wolnych (2004, 2008)
  - ligi litewskiej w asystach (1999)
  - ligi izraelskiej w skuteczności rzutów za 3 punkty (2004)
- Uczestnik meczu gwiazd:
  - ligi litewskiej (1999)
  - ligi słoweńskiej (2000)
  - ligi hiszpańskiej (2001, 2003)
  - ligi greckiej (2008, 2009)
  - NBA Rookie Challenge (2006)
- Zaliczony do:
  - składu Euroleague 2001-10 All-Decade Team (2010)
  - I składu:
    - Euroligi (2004, 2005)
    - ligi greckiej (2009)
    - ligi izraelskiej (2004, 2005)

  - 50 Greatest Euroleague Contributors (2008)

### Reprezentacja
Drużynowe
- Mistrz:
  - Europy (2003)
  - Europy U–18 (1994)
  - Europy U–22 (1996)
- Wicemistrz turnieju FIBA Diamond Ball (2004)
- Brązowy medalista:
  - olimpijski (2000)
  - mistrzostw Europy (2007)
  - Igrzyska Dobrej Woli (1998)
- Uczestnik:
  - mistrzostw świata (1998 – 7. miejsce)
  - mistrzostw Europy (1997, 1999, 2001 – 9. miejsce, 2003, 2007, 2011 – 5. miejsce)
  - mistrzostw Europy U–16 (1993)

Indywidualne
- MVP Eurobasketu (2003)
- 4-krotny uczestnik igrzysk olimpijskich (2000, 2004  – 4. miejsce, 2008  – 4. miejsce, 2012  – 8. miejsce)
- Zaliczony do I składu Eurobasketu (2003)[8]
- Lider:
  - Eurobasketu w asystach (2003, 2007)
  - wszech czasów reprezentacji Litwy w zdobytych punktach
  - igrzysk olimpijskich w asystach (2004, 2008)[9][10]

### Trenerskie
- Mistrz Litwy (2015¹, 2016¹, 2017–2020)
- 3. miejsce w Eurolidze (2018)
- Zdobywca pucharu Litwy (2015¹, 2017, 2018, 2020)
- Finał:
  - Pucharu Litwy (2019)
  - Superpucharu Hiszpanii (2020)

¹  – jako asystent trenera

## Odznaczenia
- Krzyż Wielki Orderu „Za Zasługi dla Litwy” – 2003[11]
- Wielki Krzyż Komandorski Orderu Wielkiego Księcia Giedymina – 2007[11]
- Krzyż Komandorski Orderu Wielkiego Księcia Giedymina – 2001[11]